# Vicinamibacteria
Vicinamibacteria es una clase de bacterias gramnegativas del filo Acidobacteriota. Fue descrita en el año 2018. Contiene un solo orden, Vicinamibacterales; una familia, Vicinamibacteraceae y dos géneros. Consiste en bacterias aerobias e inmóviles. Se han aislado de suelos. 

## Taoxnomía
Actualmente contiene dos géneros, con una especie cada uno:
- Luteitalea pratensis
- Vicinamibacter silvestris